# 50. oklepna divizija (ZDA)
50. oklepna divizija (izvirno angleško 50th Armored Division) je bila oklepna divizija Kopenske vojske ZDA.

## Zgodovina
Divizija je bila ustanovljena leta 1946 s preoblikovanjem 50. pehotne divizije.